# Tanacetum roylei
Tanacetum roylei — вид рослин з родини айстрових (Asteraceae), ендемі західних Гімалаїв Індії.

## Опис
Рослина заввишки 10–15 см. Листки скупчені нижче квіткових голів, 1–2 см, перисторозсічені, сегменти лінійні, голі, на верхівці трійчасті. Квіткові голови поодинокі; квітконоси короткі; язичкові квітки білі, завдовжки 7–10 мм.

## Середовище проживання
Поширений у західних Гімалаях Індії. Населяє кам'янисті схили.